# Rudolph Simonsen
Rudolph Hermann Simonsen (Copenhaguen, 30 d'abril de 1889 – 28 de març de 1947) fou un compositor danès que va estudiar amb Otto Malling.
Des de 1918 fou professor de piano en el Conservatori de la seva ciutat natal.
Entre d'altres menys importants, s'assenyalen en la seva producció tres simfonies, titulades Zion, Hellas i Roma; un Kiries i un Glòria per a cor i orquestra; un Quartet, per a instruments d'arc, i una col·lecció de Lieder.